# 레티티아 제임스

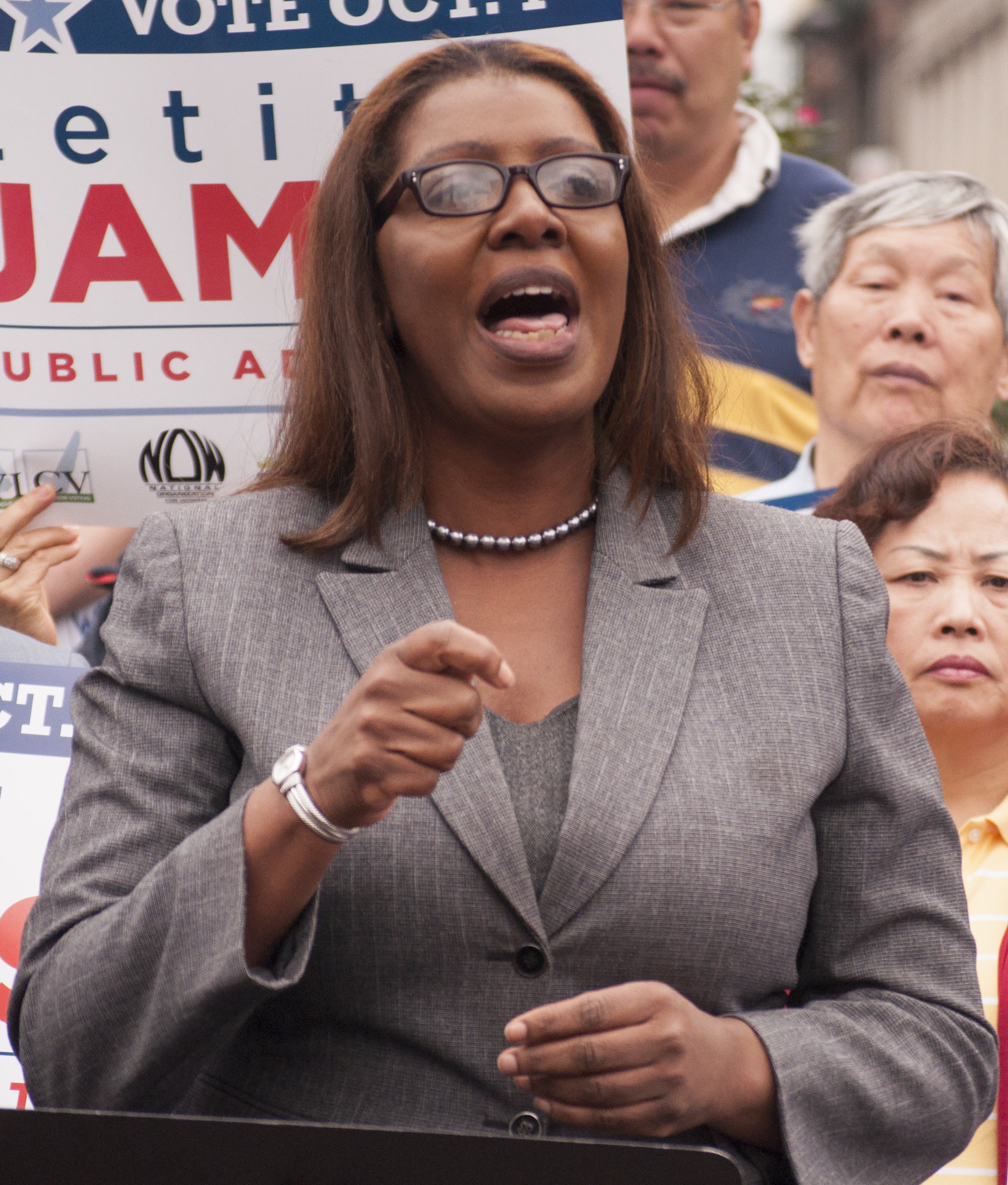
레티티아 제임스

레티티아 제임스(Letitia James; 1958년 10월 18일 ~ )는 미국의 변호사, 정치활동가 및 정치인이다.
미국 민주당 소속으로 2021년 기준으로, 뉴욕시의 67대 법무장관으로 재직중이다. 그녀는 도널드 트럼프에 대하여 법적 책임을 물어 탄핵을 하도록 하겠다고 선언하기도 하였다. 소수정당인 노동가족당의 당원이기도 하다. 뉴욕시 브룩클린 출신으로 브롱스에 있는 르망칼리지를 졸업하였다.

## 역대 선거 결과
| 선거명      | 직책명                   | 대수 | 정당       | 득표율 | 득표수   | 결과 | 당락             |
| ----------- | ------------------------ | ---- | ---------- | ------ | -------- | ---- | ---------------- |
| 2001년 선거 | 시의원 (뉴욕 제35선거구) | 69대 | 근로가족당 | 41.36% | 9,762표  | 2위  | 낙선             |
| 2003년 선거 | 시의원 (뉴욕 제35선거구) | 70대 | 근로가족당 | 76.68% | 14,166표 | 1위  | 뉴욕 시의원 당선 |
| 2005년 선거 | 시의원 (뉴욕 제35선거구) | 71대 | 근로가족당 | 88.35% | 18,722표 | 1위  | 뉴욕 시의원 당선 |
| 2009년 선거 | 시의원 (뉴욕 제35선거구) | 72대 | 민주당     | 92.28% | 19,873표 | 1위  | 뉴욕 시의원 당선 |